# 日本の第三セクター一覧
日本の第三セクター一覧（にほんのだいさんセクターいちらん）は、日本の企業のうち、国・地方公共団体と民間が共同で出資・経営する主な企業（第三セクター）の一覧である。

## 北海道
- 札幌ドーム（札幌ドームの運営） - 札幌市、札幌商工会議所、北海道電力
- 札幌丘珠空港ビル（札幌飛行場の旅客ターミナルビル運営） - 札幌市、ANAホールディングス、北海道、日本政策投資銀行など
- 道南いさりび鉄道(旅客鉄道事業者) - 北海道、日本貨物鉄道、北斗市、函館市など
- 苫小牧港開発（港湾施設運営、工業用地造成･分譲） - 日本政策投資銀行、日本貨物鉄道、苫小牧市、石油資源開発など
- 苫東（土地の造成･分譲･賃貸） - 日本政策投資銀行、北海道、苫小牧市、厚真町、安平町など
- HARP（情報通信業） - 北海道、NTT東日本、北海道電力、北海道ガスなど
- ふらのバス（路線･貸切バス事業者） - 旭川電気軌道、富良野市
- 北海道空港（新千歳空港の旅客ターミナルビル運営） - 北海道、千歳市、日本航空、ANAホールディングスなど
- 北海道高速鉄道開発（鉄道施設･車輌貸付） - 北海道旅客鉄道、北海道、釧路市、当別町、帯広市
- 北海道畜産公社（畜産物加工、家畜肥育） - ホクレン農業協同組合連合会、農畜産業振興機構、全国農業協同組合連合会、旭川市、安平町など

## 青森県
- 青い森鉄道（旅客鉄道事業者） - 青森県、青森市、八戸市、日本貨物鉄道、東京中小企業投資育成など
- 青森空港ビル（青森空港の旅客ターミナルビル運営） - 青森県、青森市、日本航空、日本政策投資銀行、青森銀行、みちのく銀行など
- 青森情報処理開発財団（情報処理技能者養成施設運営） - 青森市、青森銀行、みちのく銀行、東日本電信電話など
- ソフトアカデミーあおもり（ソフトウェア業の人材育成･開発） - 情報処理推進機構、青森市、青森県、青森銀行、みちのく銀行など
- まちづくり八戸（タウンマネジメント機関） - 八戸市、八戸商工会議所など
- むつ湾フェリー（海運会社） - 弘南バス、青森県など

## 岩手県
- IGRいわて銀河鉄道（旅客鉄道事業者） - 岩手県、盛岡市、二戸市、岩手町、一戸町、滝沢市など
- アイシーエス（ソフトウェア開発･情報処理サービス） - 情報処理推進機構、岩手県、盛岡市、岩手銀行など
- いきいき岩手支援財団（高齢者等への総合的な支援、少子高齢社会への取組み支援） - 岩手県、岩手銀行、盛岡市など
- 岩手県オイルターミナル（石油流通基地の運営） - 岩手県、日本政策投資銀行、コスモ石油、ENEOS、ENEOSグローブ、出光興産など
- 岩手県空港ターミナルビル（花巻空港の旅客ターミナルビル運営） - 岩手県、日本航空、花巻市など
- 岩手県産（岩手県産品の開発･販売） - 岩手県、盛岡市、岩手銀行、岩手県漁業協同組合など
- 岩手県農業公社（農地利用の高度化、就農支援） - 岩手県、全国農業協同組合連合会、岩手県信用農業協同組合連合会
- 岩手ソフトウェアセンター（各種研修、プロバイダー事業） - 岩手県、盛岡市、情報処理推進機構、盛岡商工会議所、盛岡卸センターなど
- 北上オフィスプラザ（産業支援施設の運営） - 中小企業基盤整備機構、北上市、岩手県など
- 北上開発ビル管理（再開発ビルの運営） - 北上市、岩手銀行など
- 北上ケーブルテレビ（ケーブルテレビ事業者） - 北上市、国際興業管理、ピア･デザイン･スタジオ、みちのくコカ・コーラボトリングなど
- 北上都心開発（再開発ビルの運営） - 北上市、清水建設、小清呉服店など
- クリーンいわて事業団(産業廃棄物処理、一般廃棄物の処理受託) - 岩手県、岩手県内市町村、岩手県建設業協会、岩手県医師会など
- クリーントピアいわて（障がい者雇用企業。寝具類の洗濯） - 岩手県、盛岡市、いんべリネンサプライ
- 三陸鉄道（旅客鉄道事業･旅行業） - 岩手県、宮古市、岩手銀行、大船渡市、日本製鉄、東北電力など
- たまやま振興（総合交流施設の運営） - 盛岡市、新岩手農業協同組合、岩手中央酪農業協同組合、盛岡商工会議所など
- 盛岡観光コンベンション協会（観光コンベンション推進） - 盛岡市、岩手県、盛岡商工会議所、岩手銀行など
- 盛岡市中央市場冷蔵（水産物の冷蔵保管、製氷販売） - 盛岡市、盛岡水産、盛岡水産物商業協同組合など
- 盛岡地域交流センター（複合施設マリオスの運営） - 盛岡市、岩手県、日本政策投資銀行など
- 盛岡地域地場産業振興センター（地場産業振興センターの運営） - 岩手県、盛岡市、盛岡商工会議所、南部鉄器協同組合など
- 盛岡まちづくり（タウンマネジメント機関） - 盛岡市、盛岡市肴町商店街振興組合、盛岡商工会議所、盛岡大通商店街協同組合など

## 宮城県
- 網地島ライン（海運会社） - 友福、石巻市、宮城県漁業協同組合、田代島離島振興委員会
- 石巻産業創造（企業の業務支援） - 中小企業基盤整備機構、石巻市、宮城県、七十七銀行など
- 石巻市芸術文化振興財団（公共施設の管理） - 石巻市、個人など
- おしかパブリックサービス（市民バス運行、ごみ収集運搬） - 石巻市、 鮎川観光タクシーなど
- かほく・上品の郷（道の駅上品の郷の運営） - 石巻市、個人など
- クリーンエナジー（LNG受入基地の運営補助） - ENEOS、仙台市
- 塩釜港開発（マリンゲート塩釜の運営） - 塩竈市、宮城県、他民間73団体
- 仙台空港鉄道（旅客鉄道事業者） - 宮城県、仙台市、名取市、東日本旅客鉄道など
- 仙台港貿易促進センター（国際貿易港物流ターミナルの運営） - 宮城県、仙台市、中小企業基盤整備機構、仙台商工会議所など
- 仙台市医療センター（病院･介護施設･居住支援センター運営） - 仙台市、仙台市医師会
- 仙台市環境整備公社（ごみ収集運搬、粗大ごみ処理施設運営） - 仙台市、仙台清掃公社、公害処理センター
- 仙台臨海鉄道（貨物鉄道事業者） - 日本貨物鉄道、宮城県、三菱マテリアルなど
- 街づくりまんぼう(タウンマネジメント機関) - 石巻市、石巻商工会議所、石巻信用金庫など
- 宮城県開発（港湾運送、採石業） - 宮城県、石巻市、女川町、東北電力、日本製紙など
- 宮城県林業公社（分収林、県有林管理受託） - 宮城県、市町村、森林組合など

## 秋田県
- 秋田空港ターミナルビル（秋田空港の旅客ターミナルビル運営） - 秋田県、秋田市、ANAホールディングスなど
- 秋田県食肉流通公社（肉畜出荷、食肉加工･販売） - 秋田県、全国農業協同組合連合会、農畜産業振興機構など
- 秋田県分析化学センター（生活環境保全に関するコンサルタント業） - 秋田県、いであ、環境総合リサーチなど
- 秋田内陸縦貫鉄道（旅客鉄道事業者） - 秋田県、北秋田市、仙北市、秋田銀行、北都銀行など
- 秋田ふるさと村（ふるさと村の運営） - 秋田県、横手市、羽後交通など
- 男鹿水族館（水族館の運営） - 秋田県、男鹿市、プリンスホテルなど
- 大館能代空港ターミナルビル（大館能代空港の旅客ターミナルビル運営） - 秋田県、ANAホールディングスなど
- 田沢湖高原リフト（スキー場運営、特殊索道事業） - 秋田県、仙北市、羽後交通など
- 玉川サービス（玉川温泉の源泉供給、給排水設備管理） - 秋田県、玉川温泉、仙北市、玉川温泉クアハウス生命の泉など
- 十和田ホテル（ホテルの運営） - 秋田県、藤田観光、DOWAホールディングスなど
- マリーナ秋田（マリーナの運営） - 秋田県、ヤマハ発動機、秋田市など
- 由利高原鉄道(旅客鉄道事業者) - 秋田県、由利本荘市、由利建設業協会、秋田銀行、北都銀行など

## 山形県
- 庄内空港ビル（庄内空港の旅客ターミナルビル運営） - 山形県、ANAホールディングス、鶴岡市、酒田市、日本航空など
- 山形空港ビル（山形空港の旅客ターミナルビル運営） - 山形県、山形新聞社、ANAホールディングス、山形放送、日本航空など
- 山形市健康福祉医療事業団（介護老人保健施設の運営） - 山形市、山形市医師会
- 山形放送（特定地上基幹放送事業者） - 山形県、山形新聞社、東京海上日動火災保険、ヤマコー、山形銀行など
- 山形市農業振興公社（農作業受託、農業施設の運営） - 山形市、山形市農業協同組合、山形農業協同組合
- やまがた新電力（電力売買事業） - 山形県、エスパワー、NTTアノードエナジー、加藤総業、きらやか銀行、荘内銀行など
- 山形鉄道（旅客鉄道事業者） - 山形県、長井市、南陽市、白鷹町、川西町、ケミコン山形、山形中央信用組合など

## 福島県
- 会津鉄道（旅客鉄道事業者） - 福島県、会津若松市、日本政策投資銀行、南会津町、東邦銀行など
- 阿武隈急行（旅客鉄道事業者） - 福島県、宮城県、福島交通、福島市、伊達市など
- いわき市民コミュニティ放送（FM放送事業者）  - いわき市、団体、民間企業など
- インフォメーション・ネットワーク福島（各種情報サービス提供） - 福島市、福島県、福島民報社、伊達市、東邦銀行など
- ハム工房都路（畜産･農産物の加工･販売） - 田村市、フリーデン
- 福島テレビ（特定地上基幹放送事業者） - 福島県、フジ・メディア・ホールディングス、福島民報社、東邦銀行など
- 福島臨海鉄道（貨物鉄道事業者） - 日本貨物鉄道、福島県、日本化成、小名浜製錬など
- まちづくり猪苗代（タウンマネジメント機関） - 猪苗代町、猪苗代町商工会、商工業者など
- ゆめサポート南相馬（起業･創業支援、地域産業振興） - 南相馬市、原町商工会議所、小高商工会など

## 茨城県
- 鹿島共同再資源化センター(産業廃棄物処理･発電) - 茨城県、鹿嶋市、神栖市、波崎町、日本政策投資銀行など
- 鹿島都市開発（不動産賃貸業、ホテル業） - 茨城県、鹿嶋市、神栖市、筑波銀行、常陽銀行など
- 鹿島埠頭（公共埠頭の管理、曳船事業） - 茨城県、横浜川崎曵船、常陽銀行、日本製鉄、鹿島石油、三菱ケミカルなど
- 首都圏新都市鉄道（旅客鉄道事業者） - 茨城県、東京都、千葉県、民間企業など
- つくば研究支援センター（研究支援センターの運営） - 茨城県、日本政策投資銀行など
- ひたちなか海浜鉄道（旅客鉄道事業者） - ひたちなか市、茨城交通
- 鹿島臨海鉄道（貨物･旅客鉄道事業者） - 日本貨物鉄道、茨城県、日本製鉄など
- ひたちなかテクノセンター（テクノセンターの運営） - 中小企業基盤整備機構、茨城県、ひたちなか市、ひたちなか商工会議所、日立製作所など

## 栃木県
- 宇都宮ケーブルテレビ（ケーブルテレビ事業者） - 宇都宮市、真岡市、芳賀町、宇都宮商工会議所、栃木銀行、足利銀行など
- とちぎテレビ（特定地上基幹放送事業者） - 栃木県、栃木県市長会、下野新聞社、栃木県市町村会など
- 宇都宮ライトレール（軌道事業者） - 宇都宮市、とちぎライトレール支援持株会（とちぎテレビ、宇都宮ケーブルテレビを含む）、関東自動車、芳賀町など
- 宇都宮ライトパワー（小売電気事業者） - 宇都宮市、NTTアノードエナジー、東京ガス、足利銀行、栃木銀行
- 佐野ケーブルテレビ（ケーブルテレビ事業者） - 東邦建、佐野市、惣宗寺、佐野信用金庫など
- システムソリューションセンターとちぎ（研修事業、システム開発） - 情報処理推進機構、栃木県、ノベル、TKCなど
- 那須未来（道の駅･観光施設の運営） - 那須町、那須町商工会、那須町観光協会、那須町森林組合、那須野農業協同組合
- 野岩鉄道（旅客鉄道事業者） - 福島県、栃木県、東武鉄道、日光市、東邦銀行、足利銀行など
- 真岡鐵道（旅客鉄道事業者） - 栃木県、真岡市、筑西市、足利銀行、常陽銀行など
- 道の駅きつれがわ（道の駅の運営） - さくら市、塩野谷農業協組合、足利銀行、栃木銀行、鳥山信用金庫など

## 群馬県
- 群馬テレビ（特定地上基幹放送事業者） - 群馬県、群馬土地、前橋市、群馬銀行、東武鉄道など
- わたらせ渓谷鐵道（旅客鉄道事業者） - 群馬県、みどり市、桐生市、日光市、群馬銀行など

## 埼玉県
- さいたまアリーナ（さいたまスーパーアリーナの運営） - 埼玉県、サッポロホールディングス、東芝、三国コカ・コーラボトリングなど
- 埼玉高速鉄道（旅客鉄道事業者） - 埼玉県、川口市、東京地下鉄、さいたま市など
- 埼玉新都市交通（旅客鉄道事業者）  - 埼玉県、東日本旅客鉄道、東武鉄道など
- 秩父新電力（電力小売事業者） - 秩父市、埼玉りそな銀行
- ふかやeパワー（電力小売事業者） - 深谷市、みやまパワーホールディングス、深谷商工会議所、ふかや市商工会、埼玉りそな銀行

## 千葉県
- 京葉臨海鉄道（貨物鉄道事業者） - 日本貨物鉄道、千葉県、コスモ石油など
- 千葉都市モノレール（軌道事業者） - 千葉市、JFEスチール、三菱重工エンジニアリングなど
- 芝山鉄道（旅客鉄道事業者） - 成田国際空港、千葉県、日本航空、京成電鉄など
- いすみ鉄道（旅客鉄道事業者） - 千葉県、大多喜町、いすみ市など
- 千葉テレビ放送（特定地上基幹放送事業者） - 千葉県、中日新聞社、千葉日報社、千葉トヨペット、千葉銀行など
- 東葉高速鉄道（旅客鉄道事業者） - 千葉県、船橋市、八千代市、東京地下鉄、京成電鉄など
- 成田高速鉄道アクセス（鉄道施設の保有･貸付） - 成田国際空港、千葉県、成田市、京成電鉄など
- 北総鉄道（旅客鉄道事業者） - 京成電鉄、千葉県、都市再生機構など

## 東京都
- 奥多摩総合開発（キャンプ場･美術館の運営） - 奥多摩町、奥多摩工業、りそな銀行、西東京バス、西東京農業協同組合など
- 国際ファッションセンター（販路拡大･人材育成支援） - 墨田区、東京都、中小企業基盤整備機構など
- 多摩都市モノレール（旅客鉄道事業者） - 東京都、西武鉄道、みずほ銀行、京王電鉄
- 東京メトロポリタンテレビジョン（テレビ放送事業） - 東京都
- 東京交通会館（不動産賃貸･管理業） - 東京都、三菱地所
- 東京グリーンシステムズ（清掃、庭園管理･オフィス業務受託） - 東京都、多摩市、SCSK
- 東京国際フォーラム（コンベンションセンターの運営） - 東京都、東日本旅客鉄道、三菱地所、サントリーホールディングスなど
- 東京水道（水道事業） - 東京都、クボタ、栗本鐵工所、損害保険ジャパン、みずほ銀行など
- 東京スタジアム（陸上競技場管理受託） - 東京都、京王電鉄、東京市町村自治調査会など
- 東京都市開発（不動産売買･仲介･管理、都市開発コンサルティング） - 東京都、日本政策投資銀行、東京医科大学、新菱冷熱工業など
- 東京都競馬（競馬場･オートレース･物流施設等の保有･管理） - 東京都、特別区競馬組合、東京ドームなど
- 東京都下水道サービス（下水道設備の維持管理･施工管理） - 東京都、朝日生命保険、東京下水道設備協会、損害保険ジャパンなど
- 東京都地下鉄建設（譲渡した鉄道施設の債権管理） - 東京都、日本政策投資銀行、みずほ銀行、三菱UFJ銀行、みずほ信託銀行など
- 東京都ビジネスサービス（BPOサービス、障がい者支援） - システナ、東京都
- 東京都プリプレス・トッパン(障がい者雇用企業。各種印刷物製作) - トッパン、東京都、板橋区
- 東京都保健医療公社（病院･がん検診センターの運営） - 東京都、東京都医師会、東京都歯科医師会
- 東京臨海高速鉄道（旅客鉄道事業者） - 東京都、東日本旅客鉄道、品川区など
- 東京臨海ホールディングス(第3セクター会社の統括)　- 東京都、みずほ銀行、日本政策投資銀行、東京電力エナジーパートナーなど
- 東京湾横断道路（東京湾アクアラインの維持･修繕） - 東日本高速道路、千葉県、神奈川県、東京都
- 成田空港高速鉄道（鉄道施設の保有･貸付） - 東日本旅客鉄道、京成電鉄、成田国際空港、ANAホールディングス、みずほ銀行など
- 日本自動車ターミナル（トラックターミナル運営） - 東京都、日本政策投資銀行など
- 府中駐車場管理公社（駐車場の運営） - 府中市、日本ガレーヂサービス
- まちづくり三鷹（タウンマネジメント機関） - 三鷹市、民間企業12社

## 神奈川県
- かながわ海岸美化財団(海岸清掃、美化団体支援) - 神奈川県、横須賀市、平塚市、相模鉄道、横浜銀行など
- 神奈川県農業公社(農地中間管理･売買) - 神奈川県、市町村、農業団体
- 湘南国際村協会（宿泊･研修施設の運営） - 神奈川県、横須賀市、葉山町、民間企業など
- 横浜アリーナ（イベント施設の賃借） - 西武鉄道、横浜市、キリンホールディングス、アミューズなど
- 神奈川臨海鉄道（貨物鉄道事業者） - 日本貨物鉄道、横浜市、神奈川県など
- 横浜高速鉄道（旅客鉄道事業者） - 横浜市、神奈川県、東急電鉄、三菱地所、日本政策投資銀行など
- 横浜シーサイドライン（軌道事業者） - 横浜市、京浜急行電鉄、西武鉄道、横浜銀行、三菱重工業など

## 新潟県
- 粟島汽船（海運会社） - 粟島浦村、佐渡汽船、新潟県など
- 佐渡汽船（海運会社） - みちのりホールディングス、新潟県、佐渡農業協同組合、第四北越銀行など
- 上越ケーブルビジョン（ケーブルテレビ事業者） - CCJ、上越市、妙高市
- 東頸バス（路線バス事業者） - 頸城自動車、上越市、十日町市
- 北越急行（旅客鉄道事業者） - 新潟県、上越市、十日町市、第四北越銀行、東北電力など
- えちごトキめき鉄道（旅客鉄道事業者）- 新潟県、上越市、糸魚川市、妙高市など

## 富山県
- あいの風とやま鉄道（旅客鉄道事業者） - 富山県、富山県内15市町村、富山地方鉄道、北陸電力、北陸銀行、インテックなど
- となみ衛星通信テレビ（FM放送事業者） - 南砺市、砺波市、伊藤忠ケーブルシステム、エムズフロンティアなど

## 石川県
- IRいしかわ鉄道（旅客鉄道事業者） - 石川県、金沢市、石川県市町村振興会、北國銀行、北陸電力、北陸鉄道など
- のと鉄道（旅客鉄道事業者） - 石川県など

## 福井県
- まちづくり福井（福井市のタウンマネージメント機関） - 福井市、福井商工会議所など
- えちぜん鉄道（旅客鉄道事業者） - 坂井市、勝山市、福井市など
- ハピラインふくい（旅客鉄道事業者） - 福井県、鉄道・運輸機構、福井県内17市町など

## 長野県
- しなの鉄道（旅客鉄道事業者） - 長野県、長野市内11市町、八十二銀行、長野銀行、長野電鉄、上田交通など
- エムウェーブ(スケートリンクの管理･運営) - 長野県、長野市、八十二銀行、長野信用金庫、前川製作所、長野都市ガスなど
- 松本空港ターミナルビル（松本空港の旅客ターミナルビル運営） - 長野県、松本市、塩尻市、日本航空、八十二銀行、長野銀行など

## 岐阜県
- オアシスパーク（県営公園の管理･運営） - 中日本高速道路、岐阜県、十六銀行など
- 岐阜放送（特定地上基幹放送事業者） - 岐阜新聞社、岐阜県、十六銀行、大垣共立銀行など
- グレートインフォメーションネットワーク(インターネットサービスプロバイダ)　- 大垣市、大垣商工会議所など
- 長良川鉄道（旅客鉄道事業者） - 岐阜県、郡上市、関市、めぐみの農業協同組合など
- 樽見鉄道（旅客鉄道事業者） - 岐阜県、大垣市、本巣市、西濃鉄道、住友大阪セメントなど
- 養老鉄道（旅客鉄道事業者） - 養老線管理機構、近畿日本鉄道など

## 静岡県
- 天竜浜名湖鉄道（旅客鉄道事業者） - 静岡県、浜松市、掛川市、湖西市、静岡銀行など

## 愛知県
- アイ・シー・シー（ケーブルテレビ事業者） - 一宮市、一宮商工会議所、豊島など
- 愛知環状鉄道（旅客鉄道事業者） - 愛知県、豊田市、瀬戸市、岡崎市、トヨタ自動車など
- 愛知玉野情報システム（資料の電子化、システム設計) - 愛知県、名古屋市、玉野総合コンサルタント
- 愛知臨海環境整備センター（最終処分場の運営） - 愛知県、名古屋市、民間企業48社
- 国際デザインセンター（中小企業支援、デザイン制作･展示） - 愛知県、名古屋市、日本政策投資銀行、三菱UFJ銀行、中部電力など
- サイエンス・クリエイト(産官学連携、創業支援) - 愛知県、豊橋市、豊川市、日本政策投資銀行など
- 瀬戸まちづくり（タウンマネジメント機関） - 瀬戸市、瀬戸商工会議所、瀬戸信用金庫、愛知県陶磁器工業協同組合など
- 知立まちづくり（音楽ホール・駐車場の運営） - 知立市、中小企業基盤整備機構、知立銀座商店街協同組合など
- 中部国際空港連絡鉄道（鉄道施設の保有･貸付） - 愛知県、名古屋市、岐阜県、三重県、名古屋鉄道、日本政策投資銀行など
- 豊田スタジアム(スタジアムの管理･運営) - 豊田市、トヨタ自動車、デンソー、中部電力など
- 豊橋まちなか活性化センター（タウンマネジメント機関） - 豊橋市、豊橋商工会議所など
- 名古屋ガイドウェイバス(ガイドウェイバス事業) - 名古屋市、日本政策投資銀行、名古屋鉄道、ジェイアール東海バスなど
- 名古屋テレビ塔（テレビ塔の管理･運営） - 愛知県、名古屋市、名古屋鉄道、三菱UFJ銀行など
- 名古屋臨海高速鉄道（旅客鉄道事業者） - 名古屋市、愛知県、東海旅客鉄道、日本政策投資銀行、中部電力など
- ヒミカ（システム開発、諸計算受託） - 豊橋市、豊川市、蒲郡市、東栄町、豊橋商工会議所、豊川商工会議所、蒲郡商工会議所、新城商工会など

## 三重県
- 伊勢鉄道（旅客鉄道事業者） - 三重県、ダイヘン、三岐鉄道、鈴鹿市など
- 青山高原ウインドファーム（風力発電事業） - シーテック、津市、伊賀市
- 四日市あすなろう鉄道（旅客鉄道事業者） - 近畿日本鉄道、四日市市

## 滋賀県
- 信楽高原鐵道（旅客鉄道事業者） - 甲賀市、滋賀県、近江鉄道、甲賀市区長連絡協議会信楽地域区長会など
- 土山ハイウェイサービス（サービスエリアの管理･運営） - 甲賀市、滋賀中央森林組合、甲賀農業協同組合、近江鉄道、西武鉄道など
- びわ湖放送（特定地上基幹放送事業者） - 滋賀県、中日新聞社、滋賀銀行など
- パナソニック アソシエイツ滋賀株式会社 - 滋賀県、彦根市、パナソニック株式会社

## 京都府
- 北近畿タンゴ鉄道（鉄道施設の保有･貸付） - 京都府、京丹後市、宮津市、京都北都信用金庫など
- 京都御池地下街（地下街・地下駐車場の運営） - 京都市など
- きょうと京北ふるさと公社（路線バス事業、公園･道の駅運営） - 京都市、京都農業協同組合、京北森林組合
- 京都産業振興センター（京都市勧業館運営） - 京都市、京都府、京都商工会議所、京都伝統産業交流センターなど

## 大阪府
- アジア太平洋トレードセンター(不動産管理･賃貸、国際卸売施設･物流施設の管理･運営) - 大阪市、伊藤忠商事、日本政策投資銀行など
- 大阪港埠頭ターミナル（港湾運送･倉庫事業） - 大阪市、日本製鉄、三菱倉庫、三井倉庫ホールディングスなど
- 大阪港トランスポートシステム（鉄道施設保有、トラックターミナルの管理･運営） - 大阪市、三井住友銀行、三菱UFJ銀行など
- 大阪国際会議場（国際会議場の管理･運営） - 大阪府、三菱UFJ銀行、三井住友銀行など
- 大阪市街地開発（不動産管理） - 大阪市、関西電力、大阪瓦斯、三井住友銀行、三菱UFJ銀行、みずほ銀行、りそな銀行など
- 大阪外環状鉄道（鉄道施設の保有･貸付） - 大阪府、大阪市、西日本旅客鉄道など
- 大阪モノレール（軌道事業者） - 大阪府、阪急電鉄、京阪ホールディングス、近鉄グループホールディングスなど
- 関西高速鉄道（鉄道施設の保有･貸付） - 大阪府、大阪市、西日本旅客鉄道、兵庫県など
- 北大阪急行電鉄(旅客鉄道事業者) - 阪急電鉄、大阪府、関西電力、大阪瓦斯など
- さかい新事業創造センター（新事業創出支援施設の運営） - 堺市、中小企業基盤整備機構、堺商工会議所
- 中之島高速鉄道（鉄道施設の保有･貸付） - 京阪ホールディングス、大阪市、大阪府、日本政策投資銀行など
- 西大阪高速鉄道（鉄道施設の保有･貸付） - 阪神電気鉄道、大阪市、大阪府、日本政策投資銀行など
- 湊町開発センター（大阪シティエアターミナル運営） - 大阪市など

## 兵庫県
- 明石ケーブルテレビ（ケーブルテレビ事業者） - 富士通、三井住友銀行、明石市など
- 明石地域振興開発（大型SC･駐車場運営） - 明石市、中小企業基盤整備機構
- 尼崎健康医療財団(診療所運営･検診事業) - 尼崎市、尼崎医師会
- 尼崎都市開発（再開発ビル･駐車場の運営） - 尼崎市、尼崎信用金庫、三井住友銀行、りそな銀行、みずほ銀行、三菱UFJ銀行など
- 伊丹コミュニティ放送(FM放送事業者) - 伊丹市、住友電気工業、小西酒造、三菱電機、東リなど
- エーリック（尼崎リサーチ・インキュベーションセンター運営） - 尼崎市、兵庫県、日本政策投資銀行、神鋼不動産など
- 神戸医療産業都市推進機構（神戸医療産業都市の中核支援機関） - 神戸市、兵庫県、兵庫県健康財団、神戸商工会議所など
- 神戸高速鉄道（鉄道施設の保有･貸付） - 阪急電鉄、阪神電気鉄道、神戸市、山陽電気鉄道、神戸電鉄など
- 神戸商工貿易センター（神戸商工貿易センタービル運営） - 神戸市、神戸商工会議所など
- 神戸新交通（旅客鉄道事業者） - 神戸市、銀行、市内大手企業など
- 神戸都市振興サービス（研究開発施設の賃貸） - 神戸市、中小企業基盤整備機構、医薬品メーカーなど
- 神戸フェリーセンター（フェリーターミナル運営） - 神戸市、OMこうべ、神戸航空貨物ターミナル、神戸地下街、三井住友銀行、百十四銀行
- 阪神国際港湾（コンテナターミナル運営） - 国、神戸市、大阪市、三井住友銀行、みずほ銀行、三菱UFJ銀行
- 阪神北広域医療財団（こども急病センター運営） - 兵庫県、伊丹市、宝塚市、川西市、猪名川町、伊丹市医師会、宝塚市医師会、川西市医師会
- 北条鉄道（旅客鉄道事業者） - 加西市、兵庫県、小野市、加西商工会議所など

## 奈良県
- 奈良生駒高速鉄道(鉄道施設の保有･貸付） - 近畿日本鉄道、奈良県、生駒市、日本政策投資銀行、奈良市など

## 鳥取県
- FM鳥取（FM放送事業者） - 鳥取県、鳥取いなば農業協同組合、山陰合同銀行、鳥取信用金庫など
- 智頭急行（旅客鉄道事業者） - 鳥取県、兵庫県、岡山県、関係市町村、民間企業など
- 鳥取県情報センター（システムインテグレーター） - 鳥取県、鳥取商工会議所、倉吉商工会議所、米子商工会議所、境港商工会議所
- 鳥取テレトピア（ケーブルテレビ事業者） - 鳥取市、鳥取いなば農業協同組合、日本海テレビジョン放送、鳥取県など
- 若桜鉄道(旅客鉄道事業者) - 若桜町、八頭町、鳥取県、鳥取市、山陰合同銀行、鳥取銀行など

## 島根県
- 出雲空港ターミナルビル(出雲空港の旅客ターミナルビル運営) - 島根県、日本航空、一畑電気鉄道など
- 石見空港ターミナルビル（石見空港の旅客ターミナルビル運営） - 島根県、ANAホールディングス、益田市、石見交通など
- 奥出雲交通（路線バス事業者） - 奥出雲町、一畑電気鉄道
- 益田市総合サービス（行政施設の管理受託） - 益田市、益田市漁業協同組合
- 松江ガスサービス（ガス器具販売･修理、ガス検針） - 松江市ガス局、岩谷産業、山陰酸素工業
- 松江情報センター（インターネットサービスプロバイダ） - 松江市、島根県、山陰中央テレビジョン放送
- 吉田ふるさと村（農産加工品の製造･販売、路線バス事業など） - 雲南市、吉田村住民有志

## 岡山県
- 井原鉄道（旅客鉄道事業者） - 岡山県、広島県、井原市、倉敷市、矢掛町、鞆鉄道、中国バスなど
- エフエムくらしき（FM放送事業者） - 倉敷市、倉敷商工会議所、中国銀行、玉島信用金庫など
- オービス（システム開発、ネットワーク設計･構築） - 岡山県、日本電気、NTTデータ、富士通、西日本電信電話など
- RSKホールディングス（認定放送持株会社） - 岡山県、山陽新聞社、クラレ、岡山市など
- 岡山エフエム放送（FM放送事業者） - 岡山県、山陽新聞社、RSKホールディングス、岡山放送、カバヤ食品など
- 岡山県総合流通センター（流通会館･郵便局の運営、不動産賃貸） - 岡山県、岡山市、早島町、中国銀行、トマト銀行など
- 岡山コンベンションセンター（コンベンション施設の管理･運営） - 岡山市、西日本旅客鉄道、両備ホールディングス、岡山商工会議所など
- 岡山ネットワーク(ケーブルテレビ事業者) - 山陽新聞社、山陽メディアネット、テレビせとうち、岡山市など
- 倉敷ファッションセンター（新製品開発支援、人材育成） - 中小企業基盤整備機構、岡山県、倉敷市、民間企業など
- 学校法人順正学園（学校法人） - 加計学園グループ、高梁市
- 水島臨海鉄道（貨物･旅客鉄道事業者） - 日本貨物鉄道、倉敷市、岡山県、JXTGエネルギー、JFEスチールなど
- パナソニック吉備（製品梱包･検査） - 岡山県、吉備中央町、パナソニック

## 広島県
- 歌戸運航(フェリー会社) - 尾道市、地元企業など
- 尾道エフエム放送(FM放送事業者) - 尾道市、尾道商工会議所、アンデックス、イトク食品など
- おのみちバス（路線･貸切バス事業者） - 尾道市など
- 江田島バス(路線･貸切バス事業者) - 江田島市、広島銀行など
- 福山リサイクル発電（RDFによる発電事業） - JFEエンジニアリング、広島県、広島県環境保全公社など
- 広島駅南口開発（再開発ビルの管理･運営） - 広島市、日本政策投資銀行など
- 広島高速交通（旅客鉄道事業者） - 広島市、日本政策投資銀行、中国電力、広島銀行など
- ひろしま港湾管理センター（港湾施設管理･運営） - 広島県、広島市、ヤマハ発動機など
- 広島地下街開発（地下街の管理･運営） - 広島市、広島県など
- 広島テクノプラザ（研究開発･受託） - 広島県、中小企業基盤整備機構、東広島市、マツダ、中国電力、広島銀行など
- 広島バスセンター（バスターミナル･商業施設の管理･運営） - 広島市、JRバス中国、広島電鉄、広島交通、広島バスなど
- 水みらい広島(水道事業会社) - 水ing、広島県、呉市

## 山口県
- 岩国空港ビル（岩国錦帯橋空港の旅客ターミナルビル運営） - 山口県、岩国市、和木町、ANAホールディングス、カシワバラコーポレーションなど
- 錦川鉄道（旅客鉄道事業者） - 岩国市、山口県、広成建設、山口銀行、中国電力など

## 徳島県
- 阿佐海岸鉄道（旅客鉄道事業者） - 徳島県、海陽町、高知県、阿波銀行など
- いろどり（葉類の営業支援･情報提供） - 上勝町など
- ウッドピア（造林、木材加工） - 美馬市、美馬森林組合、美馬農業協同組合など
- エーアイテレビ（ケーブルテレビ事業者） - 藍住町、板野町、板野郡農業協同組合など
- 徳島健康科学総合センター（産業支援施設の運営） - 徳島県、中小企業基盤整備機構、徳島市、大塚製薬、阿波銀行など
- もくさん（木造建築の設計･工事） - 上勝町、徳島中央森林組合など

## 香川県
- さぬき市SA公社（サービスエリア･道の駅運営） - さぬき市、穴吹エンタープライズなど

## 愛媛県
- IJC（情報システム事業） - 今治市、今治商工会議所、今治タオル工業組合、日立システムズなど
- 今治コミュニティ放送（FM放送事業者） - 今治市、今治造船など
- エフエム愛媛(FM放送事業者) - 愛媛県、テレビ愛媛、読売新聞大阪本社など
- 大三島ブルーライン（海運会社） - 愛媛汽船、今治市、大崎上島町など
- 芸予汽船（海運会社） - 愛媛汽船、今治市、尾道市、上島町
- 四国中央テレビ(ケーブルテレビ事業者) - 四国中央市、愛媛新聞社、愛媛CATVなど
- 瀬戸内海交通（路線･貸切バス事業者） - 瀬戸内運輸、今治市
- ソラヤマいしづち（地域観光サービス統括会社） - 西条市、久万高原町、いの町、大川村、伊予銀行、四国銀行など
- 新居浜テレコムプラザ（不動産賃貸･管理） - 新居浜市、ハートネットワーク、一宮興産、白石建設工業など
- ハートネットワーク（ケーブルテレビ事業者） - 新居浜市、西条市、住友グループなど
- 松山観光港ターミナル(港湾ターミナルビルの運営･管理) - 愛媛県、松山市、伊予鉄グループなど
- 松山空港ビル（松山空港の旅客ターミナルビル運営） - 伊予鉄グループ、愛媛県など

## 高知県
- エコサイクル高知（最終処分場の運営、医療廃棄物の中間処理） - 高知県、高知県内市町村、高知県建設業協会など
- 高知空港ビル（高知空港の旅客ターミナルビル運営） - 高知県、ANAホールディングス、南国市など
- 高知県医療再生機構（医師の研修支援、予防医学･研究支援） - 高知県、豊仁会など
- 高知県観光開発公社（足摺海底館･レスト竜串の運営） - 高知県、土佐清水市、高知市、高知県町村会など
- 高知県観光コンベンション協会（コンベンション誘致、観光プロモーション、旅行業） - 高知県、高知市、四国銀行、高知銀行など
- 高知県建設技術公社（建設･建築技術に関する情報提供･研修･調査･発注者支援） - 高知県、高知県内市町村、高知県町村会、高知県建設業協会など
- 高知県産業振興センター（地場産業振興センター運営、産業創出･人材育成支援） - 高知県、高知市、四国銀行、高知銀行など
- 高知県地産外商公社（販路拡大支援、アンテナショップ運営） - 高知県、高知県市町村振興協会、四国銀行、高知銀行など
- 高知県農業用廃プラスチック処理公社（農業用廃プラスチック回収･処理） - 高知県、高知県園芸農業協同組合連合会、JA全農高知県本部など
- 高知流通情報サービス（情報処理受託、ソフトウェア開発） - 高知県、高知市など
- 土佐くろしお鉄道（旅客鉄道事業者） - 高知県、宿毛市、安芸市、四万十市など

## 福岡県
| 社名                     | 本社所在地       | 主な事業                                            | 主要株主 |
| ------------------------ | ---------------- | --------------------------------------------------- | --- |
| 甘木鉄道                 | 朝倉市           | 鉄道事業（甘木線）                                  | 朝倉市、小郡市、筑前町、大刀洗町、基山町、東峰村 麒麟麦酒ほか |
| 有明ねっとこむ           | 大牟田市         | インターネットサービスプロバイダ FM放送（FMたんと） | 大牟田市、福岡県 西日本電信電話、日本コークス工業、グリーンランドリゾート、西日本シティ銀行、ヤマサキ、福岡銀行、大牟田柳川信用金庫、三井住友銀行、熊本銀行、肥後銀行、十八親和銀行、大牟田瓦斯、医療法人シーエムエス、ほか98者 |
| 苅田エコプラント         | 苅田町           | ごみ処理施設・RDF製造施設運営                       | 苅田町 三菱マテリアル、電源開発、福岡銀行 |
| 北九州ウォーターサービス | 北九州市小倉北区 | 上下水道施設の運営・維持管理等                      | 北九州市ほか |
| 北九州テクノセンター     | 北九州市戸畑区   | 北九州テクノセンタービルの管理運営                  | 北九州市、中小企業基盤整備機構、福岡県 福岡銀行、西日本シティ銀行、みずほ銀行、高田工業所、竹中工務店、日本製鉄、TOTO、安川電機、九州電力など75社                                                                               |
| 北九州輸入促進センター   | 北九州市小倉北区 | AIM展示場棟の管理運営                               | 北九州市、中小企業基盤整備機構、福岡県 民間 |
| 九州地理情報             | 福岡市東区       | 地理情報システム開発                                | 福岡県、福岡市 ワールドホールディングス、九州電力、西日本シティ銀行、福岡銀行、西部ガスホールディングス、西日本電信電話、NTTデータNCB                                                                                           |
| 久留米ビジネスプラザ     | 久留米市         | 久留米ビジネスプラザの管理運営                      | 中小企業基盤整備機構、福岡県、久留米市 民間 |
| サンアクアTOTO           | 北九州市小倉南区 | TOTO製造部の部品組立                                | 福岡県、北九州市 TOTO |
| 博多港開発               | 福岡市           | 博多港の開発・造成・運営等                          | 福岡市 九州電力、九電工、西部瓦斯、西日本鉄道、西日本シティ銀行、福岡銀行、九州旅客鉄道、三井不動産ほか |
| ビー・ピー・シー         | 福岡市東区       | 印刷業                                              | 福岡県、福岡市 ベスト電器、西日本シティ銀行、大日本印刷、佐賀銀行 |
| ひびき灘開発             | 北九州市若松区   | 廃棄物処分事業                                      | 北九州市、福岡県 日本製鉄、AGC、三菱ケミカル、電源開発、日本コークス工業、出光興産、日産自動車、黒崎播磨、みずほ銀行、福岡銀行                                                                                                  |
| 福岡ソフトウェアセンター | 飯塚市           | システム開発 インターネットサービスプロバイダ(FCOM) | 情報処理推進機構、福岡県、飯塚市 麻生ほか |
| 平成筑豊鉄道             | 福智町           | 鉄道事業                                            | 福岡県、田川市・直方市・行橋市など沿線9市町 民間・法人等 |
| みやまスマートエネルギー | みやま市         | 電力小売り事業                                      | みやま市 筑邦銀行 |

## 佐賀県
- 佐賀県環境クリーン財団（産業廃棄物処理、一般廃棄物の処理受託） - 佐賀県、佐賀県内市町、民間団体
- 佐賀シティビジョン（ケーブルテレビ事業者） - 佐賀市、小城市、神埼市、吉野ヶ里町、久光製薬、佐賀新聞社など

## 長崎県
- 長崎空港ビルディング（長崎空港の旅客ターミナルビル運営） - 長崎県、西肥自動車、松尚など
- 長崎国際航空貨物ターミナル（長崎空港の貨物ターミナルビル運営） - 長崎県、長崎空港ビルディング、日本航空、大村市など
- 松浦鉄道（旅客鉄道事業者） - 長崎県、相浦機械、西肥自動車、ラッキー自動車、佐世保市など

## 熊本県
- 天草エアライン(航空会社) - 熊本県、天草市、上天草市、苓北町、民間27社
- 植木まちづくり（タウンマネジメント機関） - 熊本市、熊本市植木町商工会など
- くま川鉄道(旅客鉄道事業者) - 	人吉市、あさぎり町、多良木町、球磨地域農業協同組合など
- 熊本市社会教育振興事業団（体育施設の運営） - 熊本市、肥後銀行など
- 熊本流通情報センター（情報システム事業） - 熊本市、熊本県、西日本電信電話、肥後銀行、日本電気など
- 南阿蘇鉄道（旅客鉄道事業者） - 南阿蘇村、高森町、山都町など
- 東阿蘇観光開発（ロープウェイ運営） - 阿蘇市、九州産業交通など

## 大分県
- 大分航空ターミナル（大分空港の旅客ターミナルビル運営） - 大分県、ANAホールディングス、日本航空、大分交通など
- 大分県産業創造機構（産業創造支援、人材育成） - 大分県、アステム、大分銀行、中津市、トキハ、東芝など
- 大分県総合雇用推進協会（若年層･高齢者･障がい者の雇用対策） - 大分県、大分市、別府市、大分銀行、豊和銀行など
- 大分県畜産協会（畜産の経営･技術指導、価格対策） - 大分県、大分県農業協同組合、全国農業協同組合連合会大分県本部
- 大分県中小企業会館（中小企業会館の運営） - 大分県、大分県中小企業団体中央会、大分県商工会連合会、大分県信用保証協会など
- 大分県農業農村振興公社（農地の高度化、基盤整備、就農支援） - 大分県、大分県内市町村、大分県信用農業協同組合連合会など
- 大分高速鉄道保有（鉄道施設の改良工事･施設貸付） - 大分県、九州旅客鉄道
- 大分国際貿易センター（貿易センタービル･倉庫運営） - 大分県、中小企業基盤整備機構、大分市、鶴崎海陸運輸など
- 大分ブランドクリエイト（アンテナショップ運営、県特産品開発･販売） - 大分県、九州旅客鉄道、九州電力、大分中央保険など
- ハイパーネットワーク社会研究所（ハイパーネットワーク社会推進） - 大分県、日本電気、富士通、NTTデータなど
- 日田玖珠地域産業振興センター（地場産業の振興、振興センター運営） - 日田市、大分県、日田家具工業会、日田木材協同組合など

## 鹿児島県
- 天長フェリー（フェリー会社） - 天草市、長島町など
- まちづくり鹿児島（タウンマネジメント機関） - 鹿児島市、鹿児島商工会議所、天文館商店街振興組合連合会、鹿児島市商店街連盟など

## 沖縄県
| 社名                     | 本社所在地 | 主な事業                                 | 主要株主                                                                       |
| ------------------------ | ---------- | ---------------------------------------- | ------------------------------------------------------------------------------ |
| 沖縄都市モノレール       | 那覇市     | 沖縄都市モノレール線（ゆいレール）の運営 | 沖縄県、那覇市、沖縄振興開発金融公庫、浦添市、沖縄電力、琉球銀行、沖縄銀行ほか |
| 久米島空港ターミナルビル | 久米島町   | 久米島空港旅客ターミナルビルの運営       | 沖縄県、久米島町、日本トランスオーシャン航空ほか                               |
| ブセナリゾート           |            | ブセナリゾート（名護市）開発事業         | 沖縄県、名護市、恩納村、財団法人沖縄観光コンベンションビューローほか           |

## かつて存在した第三セクター
- 千葉急行電鉄（旅客鉄道事業者） - 1998年に債務超過のため清算。運営路線は京成電鉄に譲渡される。
- 北海道ちほく高原鉄道（旅客鉄道事業者） - 2006年に清算。運営路線も同年廃止。
- 桃花台新交通（旅客鉄道事業者） - 2007年に債務超過のため解散、2009年に特別清算終結。運営路線は2006年廃止。
- くりはら田園鉄道（旅客鉄道事業者） - 2007年に解散、2010年に清算終了。運営路線は2007年廃止。
- 三木鉄道（旅客鉄道事業者） - 2008年に解散、2010年に清算終了。運営路線は2008年廃止。
- 愛知県農林公社（農地保有合理化･分収造林事業） - 2013年に民事再生法の適用を申請、負債総額は約227億円[3]。
- 青い森農林振興公社（分収造林事業） - 2012年に民事再生法の適用を申請、負債総額は367億円[4]。
- 青森駅前再開発ビル（再開発ビルの管理･運営） - 2017年に特別清算を申請、負債総額は約32億円[5]。
- 明石淡路フェリー（フェリー会社） - 2010年に航路の運航を休止し、運航再開を目指すも断念し2012年に解散[6]。
- 秋田新幹線車両保有（鉄道車両保有･貸付） - 2010年に所有車両のリース期間満了に伴い、解散。
- 北大路都市開発（キタオオジタウンの管理･運営） - 2006年にマイカル（現：イオンリテール）に吸収合併され、解散。
- 大阪府都市開発（旅客鉄道、流通センター事業） - 2014年に大阪府が保有株式を約367億円で南海電気鉄道に売却[7]。
- 大阪シティドーム（大阪ドーム運営） - 2005年に会社更生法を申請、負債総額は約588億円[8]。2006年に減増資を行い、オリックス不動産を中心に6社が出資。
- 大阪繊維リソースセンター（繊維産業コンサルタント） - 2012年に特別清算を申請、負債総額は約19億円[9]。
- 大阪ワールドトレードセンタービルディング（大阪ワールドトレードセンタービルディング運営） - 2009年に会社更生法を申請、負債総額は約643億円[10]。
- おおず街なか再生館（タウンマネジメント機関） - 2019年に全事業を一般社団法人キタ･マネジメントに継承し解散[11]。
- おおやま夢工房（物販･宿泊業） - 2015年に日田市が所有する全株式（全発行株式のうち約72%）を3700万円で九州旅客鉄道に売却[12]。
- 海遊館（水族館･観光施設運営） - 2015年に大阪市が保有株式を24.8億円で近鉄グループホールディングスに売却[13]。
- かずさアカデミアパーク（研究開発施設･ホテル運営） - 2010年に民事再生法を申請、負債総額は約57億円[14]。同年、減増資を行いホテルオークルなど4社の出資を受け入れた[15]。
- 神戸航空交通ターミナル（神戸シティ・エア・ターミナル運営） - 2012年に特別清算を申請、負債総額は約7億円[16]。
- 神戸ワイン（道の駅神戸フルーツ・フラワーパーク大沢運営） - 2014年に特別清算を申請、負債総額は約35億円[17]。
- 新銀行東京（銀行） - 2016年に東京TYフィナンシャルグループの傘下に入り、東京都が経営から撤退[18]。
- 石炭の歴史村観光（観光施設運営） - 2006年に自己破産を申請、負債総額は約75億円[19]。
- チボリ･ジャパン（テーマパーク運営） - 2008年に運営してきた倉敷チボリ公園が経営難などで閉園し、解散[20]。
- 八戸港貿易センター（輸入促進地域での輸入基盤･物流基盤整備の促進・支援） - 業績不振で2016年3月31日に解散[21][22]。
- フェニックスリゾート（テーマパーク運営） - 2001年に会社更生法を申請、負債総額は第三セクターで過去最大の3261億円（関連会社含む）[23]。同年にはリップルウッド・ホールディングスが買収し、2012年よりセガサミーホールディングスの完全子会社となっている。
- 高千穂鉄道 - 2005年9月6日の台風14号による暴風雨にて被害を受け全線運行停止、その後運行再開を断念し2009年1月6日に解散、廃線区間のうち被害の軽微であった区間については高千穂あまてらす鉄道により観光鉄道として引き続き活用されている
- ユー・エス・ジェイ(ユニバーサル・スタジオ・ジャパン運営) - 2009年に大阪市が株式公開買付に応じて保有する株式を売却[24]。
- 秋田臨海鉄道（貨物鉄道事業者） - 2023年に債務超過のため解散、2024年に特別清算終結。運営路線は2021年廃止。